# Pleishof
Pleishof ist ein Gemeindeteil von Birgland im Landkreis Amberg-Sulzbach in der bayerischen Oberpfalz.

## Geografie
Die Einöde im Norden des Oberpfälzer Jura ist einer von 42 amtlich benannten Gemeindeteilen der Gemeinde Birgland im westlichen Teil der Oberpfalz. Das auf einer Höhe von 523 m ü. NHN gelegene Pleishof ist etwa acht Kilometer von dem ostnordöstlich liegenden Pfarrdorf Illschwang entfernt, in dem die Birglander Gemeindeverwaltung ihren Sitz hat.

## Geschichte

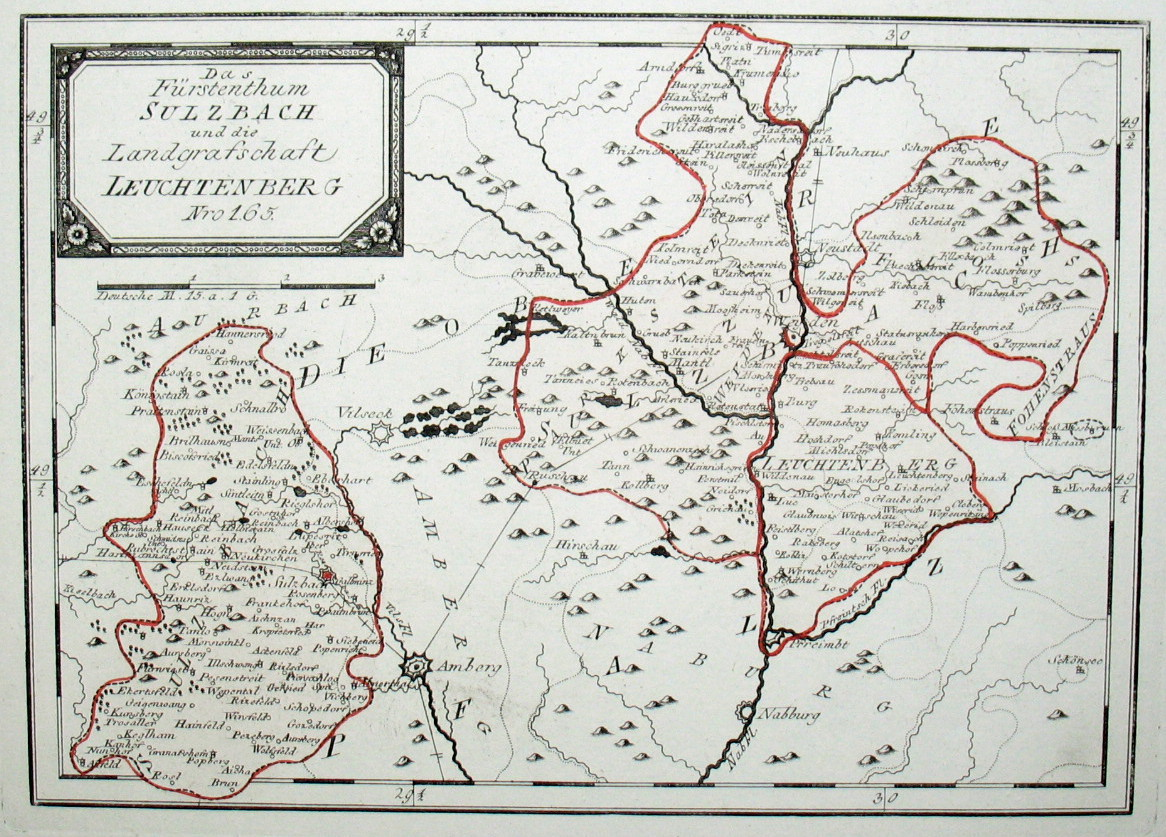
Das Territorium des Herzogtums Sulzbach mit dem Gebiet des Landrichteramtes Sulzbach im Südwesten

Zum Ende des Heiligen Römischen Reiches unterstand die bis 1777 kurpfälzische Einöde der Landeshoheit des Kurfürstentums Pfalzbaiern. Sie gehörte dabei zum Landrichteramt Sulzbach, dem südwestlichen Teil des wittelsbachischen Herzogtums Sulzbach. Im Rahmen des im Herzogtum Sulzbach seit 1652 geltenden Simultaneums waren die evangelischen Einwohner des aus einem Anwesen bestehenden Ortes nach Fürnried gepfarrt, die katholischen Einwohner der Pfarrei in Heldmannsberg zugeordnet.
Durch die Verwaltungsreformen zu Beginn des 19. Jahrhunderts im Königreich Bayern wurde Pleishof mit dem Zweiten Gemeindeedikt im Jahr 1818 ein Bestandteil der Landgemeinde Eckeltshof, zu der auch die Orte Buchhof, Kegelheim, Troßalter und Wolfertsfeld gehörten. Im Zuge der kommunalen Gebietsreform in Bayern in den 1970er Jahren wurde Pleishof zusammen mit der Gemeinde Eckeltshof am 1. Juli 1972 in die neu gebildete Flächengemeinde Birgland eingegliedert. Im Jahr 1987 zählte Pleishof sechs Einwohner.

## Verkehr
Eine von Troßalter kommende Gemeindeverbindungsstraße verläuft unmittelbar östlich der Einöde und führt weiter nach Eckeltshof, wo sie in die Kreisstraße AS 36 einmündet. Der ÖPNV bedient das Dorf an einer Haltestelle der Rufbuslinie 24 des VGN. Der am schnellsten erreichbare Bahnhof befindet sich in Sulzbach-Rosenberg an der Bahnstrecke Nürnberg–Schwandorf.